# سامانه غیرفعال روشنایی روز
سامانه غیرفعال روشنایی خورشید سیستمی است جهت جمع‌آوری نور خورشید با استفاده از سیستم‌های ثابت و غیر متحرک (مانند پنجره‌ها، دربهای کشویی شیشه‌ای، اکثر نورگیرهای سقفی، تیوبهای نوری) و بازتابش نور جمع‌آوری شده به درون با عناصری مانند قفسه‌های نور. تفاوت سیستم غیر فعال با سیستم فعال در این است که در سیستم‌های فعال این کار با استفاده از مکانیسمهای مکانیکی انجام می‌شود.

## جمع‌آوری
میزان جذب نور خورشید توسط دستگاههای جمع‌آوری، به موقعیت قرارگیری آن‌ها بستگی دارد. موقعیت ساختمان و همچنین ملاحظات معماری در کارایی سیستم غیر فعال روشنایی اثرگذارند. معمولاً سیستم‌های غیر فعال روشنایی به صورت غیر مکانیکی هستند و بهره‌وری بهینه از روشنایی روز با جهت‌گیری مناسب سیستم و ساختمان به دست می‌آید. اگر ساختمان یا سیستم در نیمکره شمالی واقع شده‌است جهت‌گیری رو به جنوب و اگر در نیمکره جنوبی واقع شده، جهت‌گیری رو به شمال مطلوب می‌باشد.

## بازتابش
عناصر انعکاس دهنده مانند قفسه‌های نور، دیوارهای با رنگ روشن تر، قسمت‌های منعکس‌کننده نور در دیوارها، دیوارهای داخلی دارای شیشه در قسمت بالایی، دربهای لولایی شیشه‌ای تمیز و شفاف و دربهای کشویی شیشه‌ای، نور دریافت شده را گرفته و به صورت غیر فعال به داخل بازتاب می‌کنند. منبع این نور می‌تواند از پنجره‌های غیر فعال عمودی یا تیوبهای نوری قرار گرفته در بالا یا از سیستم فعال نور خورشید باشد. در معماری سنتی ژاپن، دربهای کشویی Shōji با صفحه نیمه شفاف واشی (واگامی) از نمونه‌های اولیه می‌باشند. سبک بین‌المللی، معماری مدرن و اواسط مدرن اولین مبتکران این سیستم نفوذ و انعکاس در کاربردهای صنعتی، تجاری و مسکونی بودند.
استفاده از این روش‌های غیرفعال روشنایی، میزان انرژی مصرف شده در نورپردازی مصنوعی را کاهش داده و به سمت ایجاد یک معماری پایدار می‌رود. این‌ها برخی از اجزای طراحی جهت صدور گواهینامه LEED (پیشرو در طراحی محیطی و انرژی) می‌باشند. به ویژه طراحی برای روشنایی روز اعتبار "IEQ credit "Daylighting and Views را به همراه دارد و می‌تواند به گرفتن اعتبار "EA credit "Optimize Energy Performance کمک کند.